# Réseau Kitakinki Big X
 (avril 2015).
Si vous disposez d'ouvrages ou d'articles de référence ou si vous connaissez des sites web de qualité traitant du thème abordé ici, merci de compléter l'article en donnant les références utiles à sa vérifiabilité et en les liant à la section « Notes et références ».
Le réseau Kitakinki Big X (北近畿ビッグXネットワーク, Kitakinki biggu X nettowāku) est le surnom du réseau utilisé par les  trains express de JR West et KTR dans la partie nord de la région du Kansai.

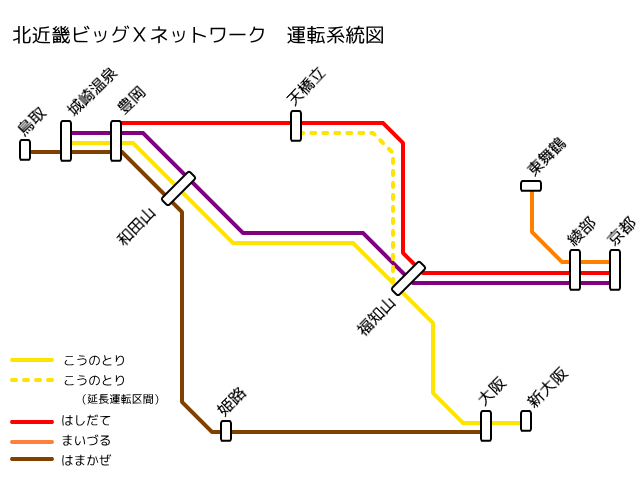
Plan du réseau Kitakinki Big X

## Histoire
Afin de participer à l’effort de  l’attraction touristique du nord de la région du Kansai, il fut décidé d'organiser un service express adapté à la société pour faciliter le transport des personnes vers les lieux touristiques de  la région, comme le célèbre  Amanohashidate ou les onsen depuis Osaka et Kyoto. La gare de Fukuchiyama marque le lieu d'intersection des grandes lignes du nord de la région, comme les lignes Miyafuku, Maizuru et Sanin entre autres. Avec tous ces croisements qui s'étendent dans toutes les directions comme un "X", le nom Big X serait une référence à l'ancien manga/anime Big x(en)

## Utilisation du réseau
- De la gare d'Osaka à Kinosaki-Onsen
  - Kounotori 
  - Hamakaze  (via la  ligne Bantan)

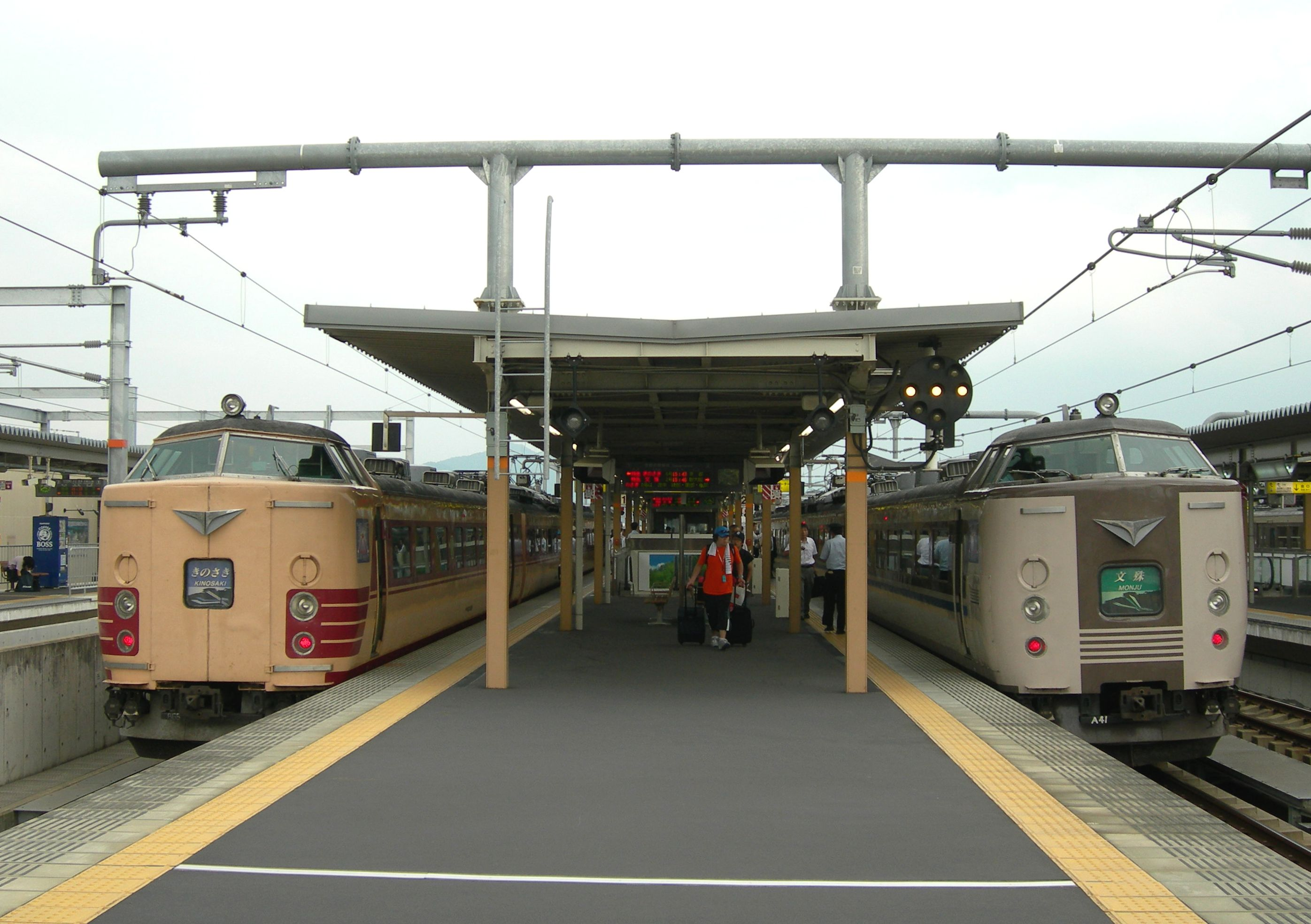
Correspondance entre un Kinosaki (gauche) et un Monju (droite) à la gare de Fukuchiyama

- De la gare de Kyoto à Kinosaki-Onsen
  - Kinosaki

- De la gare de Kyoto à Higashi-Maizuru / Amanohashidate
  - Hashidate 
  - Maizuru

### Ancienne utilisation

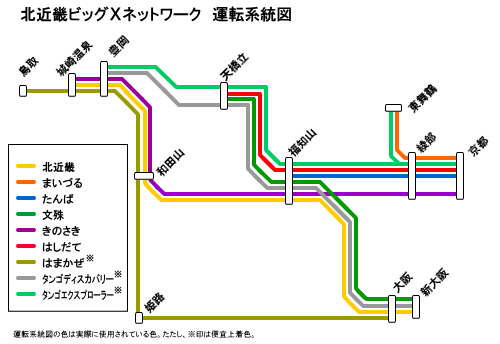
L'ancien service avant l'arrêt de certains trains en 2011

Depuis le 12 mars 2011, les services suivants ont cessé de fonctionner
- De la gare de Shin-Osaka à Amanohashidate
  - Tango Explorer
  - Monju

- De la gare de Kyoto à Higashi-Maizuru /Toyooka/Miyazu
  - Tanba
  - Tango Discovery